# Andrzej Kanicki
 Andrzej Antoni Kanicki  (ur. 1948 w Sieradzu) – naukowiec pracujący na Politechnice Łódzkiej w dyscyplinie elektrotechnika, specjalności elektroenergetyka, informatyka w elektroenergetyce.

## Życiorys
W 1972 roku ukończył studia na Wydziale Elektrycznym Politechniki Łódzkiej. Na tej uczelni uzyskał w 1980 roku tytuł doktora nauk technicznych w dyscyplinie elektrotechnika. W 2007 roku obronił rozprawę habilitacyjną na Wydziale Elektrotechniki, Elektroniki, Informatyki i Automatyki Politechniki Łódzkiej.
Zainteresowania naukowe Andrzeja Kanickiego to problemy obliczania prądów zwarciowych w systemie elektroenergetycznym, modelowania i symulacji systemu elektroenergetycznego w stanach zakłóceniowych oraz zastosowaniu komputerów w sterowaniu pracą systemu elektroenergetycznego. Specjalista stowarzyszony Sekcji Systemów Elektroenergetycznych Komitetu Elektrotechniki PAN.
Był zastępcą Dyrektora Instytutu Elektroenergetyki PŁ w latach 1992-2008, a następnie dyrektorem Instytutu Elektroenergetyki PŁ w latach 2010-2013. Pełnił funkcję prodziekana ds. studiów niestacjonarnych na Wydziale w latach 2008-2016.
W Politechnice Łódzkiej pracuje od 1972 roku, będąc zatrudniony na stanowiskach: asystenta (1972–1980), adiunkta (1980–2010), profesora nadzwyczajnego (od 2010).